# Scotoderma
Scotoderma là một chi nấm thuộc họ Stereaceae.